# Terra Rica (ort)
Terra Rica är en ort i Brasilien.   Den ligger i kommunen Terra Rica och delstaten Paraná, i den södra delen av landet, 900 km sydväst om huvudstaden Brasília. Terra Rica ligger 409 meter över havet och antalet invånare är 10 346.
Terrängen runt Terra Rica är huvudsakligen lite kuperad. Terra Rica ligger uppe på en höjd. Terra Rica är det största samhället i trakten.
Trakten runt Terra Rica består i huvudsak av gräsmarker. Runt Terra Rica är det ganska tätbefolkat, med 67 invånare per kvadratkilometer.